# Castillon-de-Saint-Martory
Castillon-de-Saint-Martory is een gemeente in het Franse departement Haute-Garonne (regio Occitanie) en telt 285 inwoners (2004). De plaats maakt deel uit van het arrondissement Saint-Gaudens.

## Geografie
De oppervlakte van Castillon-de-Saint-Martory bedraagt 10,9 km², de bevolkingsdichtheid is 26,1 inwoners per km².
De onderstaande kaart toont de ligging van Castillon-de-Saint-Martory met de belangrijkste infrastructuur en aangrenzende gemeenten.

## Demografie
Onderstaande figuur toont het verloop van het inwonertal (bron: INSEE-tellingen).